# فرودگاه لوپین
فرودگاه لوپین (به انگلیسی: Lupin Airport) یک فرودگاه است . این فرودگاه در کشور کانادا قرار دارد و در ارتفاع ۴۹۰ متری از سطح دریا واقع شده است.